# Oberhelfenschwil
Oberhelfenschwil is een plaats en voormalige gemeente in het Zwitserse kanton Sankt Gallen, en maakt deel uit van het district Toggenburg.
Oberhelfenschwil telt 1351 inwoners.

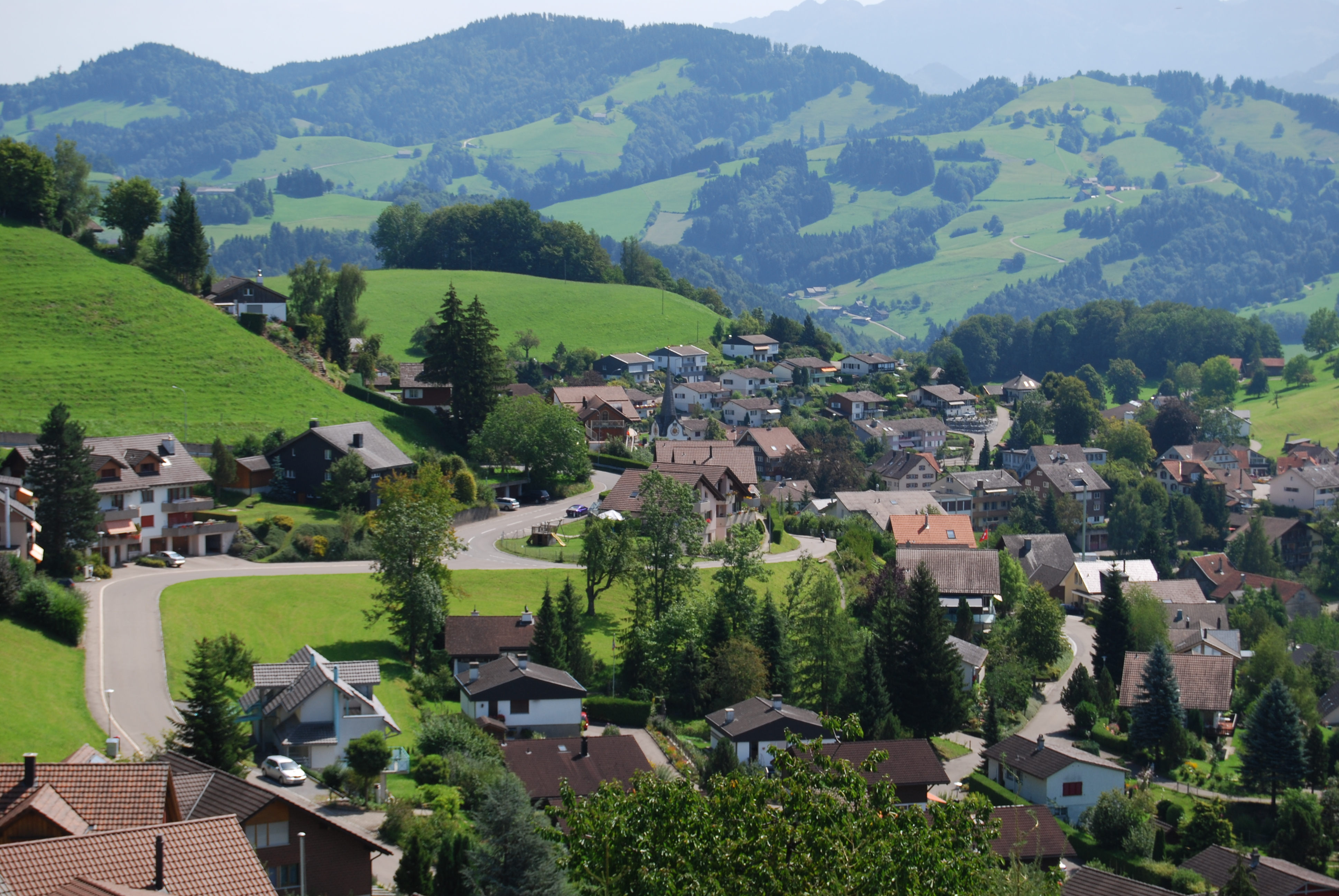
Oberhelfenschwil

## Geschiedenis
Op 1 januari 2023 werd Oberhelfenschwil opgenomen in de in 2009 gevormde gemeente .Neckertal.